# Пассажный инструмент

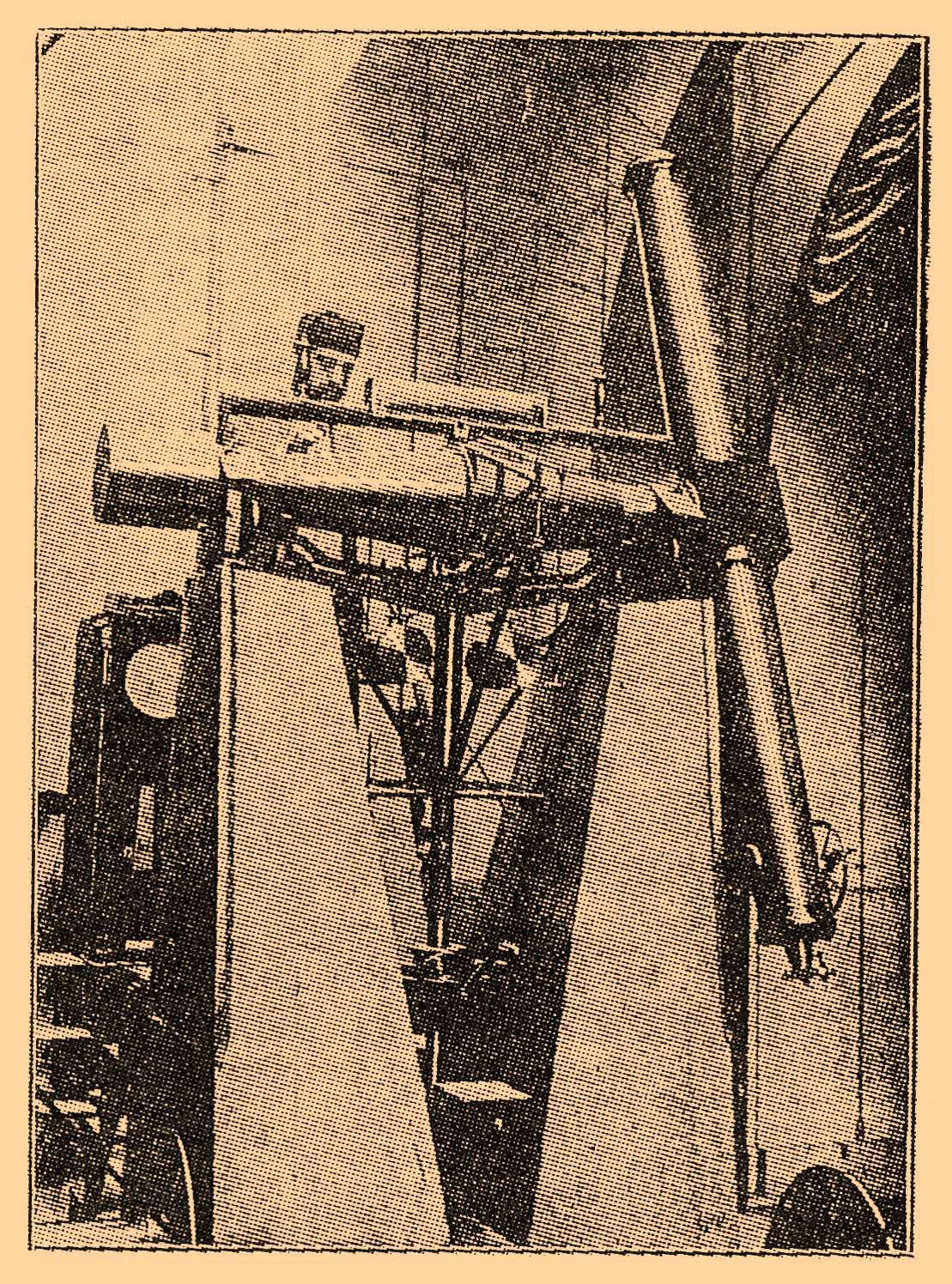
Постоянный пассажный инструмент в обсерватории, фотография начала XX века, ЭСБЕ.

Пассажный инструмент (фр. instrument de passage) — в астрономии служит для определения времени прохождения светил через какую-нибудь вертикальную плоскость, обыкновенно меридиан или первый вертикал. Введён в употребление Рёмером в XVII веке. Бывают переносные и постоянные.

## Описание
Состоит из трубы, которая может вращаться вокруг горизонтальной оси, лежащей своими цапфами на вилкообразных подставках — лагерях. Небольшой круг, прикреплённый к той же оси, служит для установки инструмента на звезду. В фокальной плоскости объектива натянуты несколько (от 5 до 15) вертикальных нитей и одна или две горизонтальные. Наблюдения производятся или на слух и глаз, причём наблюдатель сам записывает прохождения через каждую нить, или же прохождения регистрируются с помощью хронографа. В предложенном для этой же цели механиком Репсольдом (1770—1830) механизме, подобном применяемому в микрометре, наблюдатель с помощью микрометрического винта заставляет нить неотступно следовать за звездой. Сетку неподвижных нитей заменяют контакты, расположенные на головке винта, замыкающие гальванический ток в хронографе.
Если пассажный инструмент установлен в меридиане, то им можно находить время (поправку часов), зная прямое восхождение звезды, и обратно: зная поправку часов, определять прямые восхождения звезд.

### Инструментальные ошибки
Невозможно вполне точно установить инструмент, поэтому наблюдения должны иметь поправки на следующие инструментальные ошибки:
- угол, который составляет ось вращения с горизонтальной плоскостью, называется наклонностью. Она определяется посредством уровня, подвешиваемого своими концами на цапфы;
- угол, составляемый осью инструмента, приведённого в горизонтальное положение, с меридианом (или, что то же, осью вращения с линией O — W), называется азимутом инструмента. Для скорейшего определения его во время наблюдений, постоянные пассажные инструменты снабжены мирами — меридианными знаками, расположенными на значительном расстоянии от инструмента. Азимут же самих мир определяется из наблюдений полярных звезд.
- Коллимационная ошибка — угол между оптической и геометрической осями трубы, иначе, уклонение от перпендикулярности оптической оси инструмента к оси вращения. Для её определения необходимо переложить инструмент в его лагерях.

Для возможного уменьшения инструментальных ошибок служат винты, передвигавшие лагери, в которых лежит ось (для исправления наклонности и азимута), а также рамку, на которой натянуты нити (для исправления коллимационной ошибки). Пассажный инструмент, установленный в первом вертикале, то есть вертикальной плоскости, проходящей через точки W и О, может служить для определения широты места.

## Типы инструментов
Пассажные инструменты бывают переносные и постоянные.

### Переносные
Переносные служат при геодезических полевых работах; обыкновенно они делаются с ломаной трубой, то есть окуляр приделан к одному из концов оси вращения, а в центре инструмента расположена призма, отражающая падающие от объектива трубы лучи света по направлению, составляющему прямой угол с падающими.

### Постоянные
Постоянные пассажные инструменты в обсерваториях укрепляются на прочных каменных столбах.